# Britannia (Schiff, 1893)
Die Britannia war die Segelyacht des Prince of Wales und späteren Königs des Vereinigten Königreichs von Großbritannien und Irland Eduard VII.

## Geschichte
Die Yacht Britannia wurde vom damaligen Prince of Wales Albert Eduard im Jahre 1892 bei dem renommierten schottischen Yachtkonstrukteur George Lennox Watson in Auftrag gegeben, nachdem sein Neffe, der deutsche Kaiser Wilhelm II. ihn mit dem Auftritt seiner neu erworbenen Big-Class-Yacht Meteor, der ehemaligen schottischen Yacht Thistle auf der Cowes Week beeindruckt hatte.  Sie wurde auf derselben Bauwerft der Thistle, der Werft D. & W. Henderson & Company (heute: G.L. Watson) in Partick on the Clyde am Fluss Clyde in Schottland Seite an Seite mit der britischen Herausforderer-Yacht (challenger) im America’s Cup Valkyrie II gebaut. Der Stapellauf war am 20. April 1893, eine Woche vor Valkyrie II.
Die Britannia war mit ihrem Erscheinen eine sehr erfolgreiche Regattayacht. In ihrem ersten Rennen (off-shore race), der Thames Estuary, konnte sie die großen Yachten Valkyrie II, Calluna und Iverna schlagen. Schon in ihrem ersten Sommer 1893 gewann sie in 33 von 34 Wettfahrten, außerdem schlug sie im selben Jahr den aktuellen (achten) America’s-Cup-Gewinner, die US-amerikanische Yacht Vigilant, in britischen Gewässern. In ihrer zweiten Saison gewann sie alle sieben Regatten, die für die Yachten der Big-Class an der französischen Riviera ausgetragen wurden.
In den Rennen im Rahmen der Cowes Week im Ärmelkanal besiegte die Britannia unter dem Kommando von König Edward VII. souverän die Rennyacht Meteor seines Neffen, des deutschen Kaisers Wilhelm II., der daraufhin eine schnellere Yacht (Meteor II) nach dem Vorbild der Britannia bei der Werft D. & W. Henderson & Company bestellte.

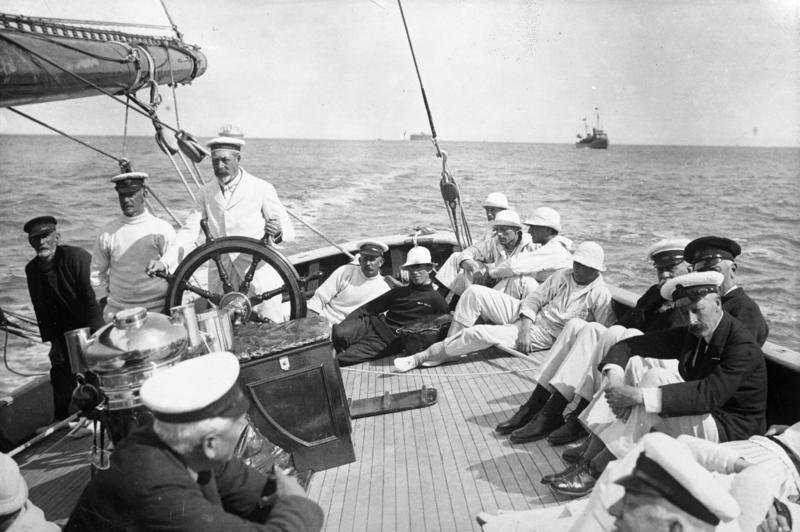
König Georg V. am Ruder der Britannia während der Cowes Week

Mit der Regattasaison des Jahres 1897 begann der Niedergang in der Big-Class, sodass die Rennflagge auf der Britannia für die nächsten 15 Jahre nicht wieder gesetzt wurde. In dieser Zeit ging die Yacht durch sechs verschiedene Eignerhände. Zwei Mal wurde die Yacht auf königlichen Befehl wieder für den Fürsten von Wales angekauft, einmal um als Sparringspartner für den America’s-Cup-Herausforderer (challenger) Shamrock I zu dienen und letztlich nach der Krönung des Fürsten von Wales zum König Eduard VII., um als königliche Vergnügungs- und Reiseyacht zu dienen. Mit einem erhöhten Schanzkleid und einem verkleinerten Rigg wurde sie von der königlichen Familie für Reisen in den britischen Küstengewässern und für repräsentative Aufgaben genutzt. Die Kabinen unter Deck ließen ein standesgemäßes Reisen des Königspaares zu.
Nach dem Tode König Edward VII. 1910 übernahm sein Sohn König Georg V. als begeisterter Segler und Commodore des Royal Harwich Yacht Club die Britannia. Ab 1913 setzte er mit der Yacht das Regattasegeln in der Vergütungsklasse fort. Während des Ersten Weltkrieges wurde die Yacht nicht genutzt und aufgelegt. Ab 1920 nahm Britannia wieder mit großem Erfolg an Segelregatten teil. Mit ihrem riesigen Rigg stellte sie sich erfolgreich den schnellen moderneren großen Yachten ihrer Zeit, wie z. B. den britischen Yachten Nyria und White Heather und der US-amerikanischen Yacht Westward unter Skipper Charlie Barr. König Georg V. war von dem Potenzial der Britannia so begeistert, dass er eine gründliche Überholung (Refit) und einen Umbau zu einer wettbewerbsfähigen Yacht für die Segelsaison 1922 befahl. Die Britannia erfüllte alle in sie gesetzte Erwartungen und gewann in 23 von 26 Wettfahrten. 

### Umtakelung auf Bermuda-Rigg

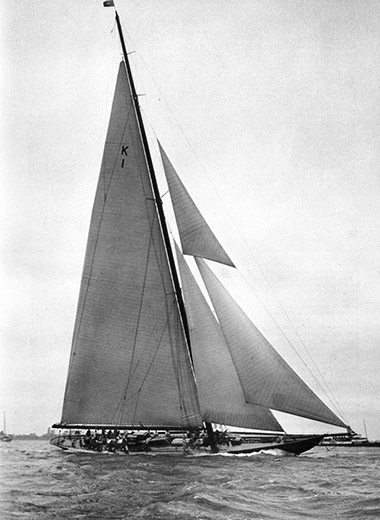
Britannia mit Bermuda Rigg, 1931

In diesen Jahren erschienen die ersten Yachten der Big-Class mit einem Bermudarigg. Das Gaffelrigg der Britannia wurde 1926 und 1927 verändert, doch König Georg V. erlaubte erst im Jahr 1931 den Umbau zum Bermuda-Rigg. Sein hartnäckiges Festhalten am Gaffelrigg erwies sich später als richtige Entscheidung: mit dem Bermudarigg segelte die Britannia schlechter am Wind, obwohl sie von Sir Philip Hunloke brillant geführt wurde. 1934 war sie kaum noch wettbewerbsfähig gegen die neuen modernen Yachten der aufkommenden J-Klasse. Die letzte Regatta, an der sie teilnahm, war die Cowes Week 1935. Am 20. Januar 1936 starb Georg V. 
Während ihrer Zeit als Regattayacht gewann sie insgesamt 231 Rennen und erreichte 129 zweite und dritte Plätze.

### Versenkung im Ärmelkanal
König Georg V. starb am 20. Januar 1936, und es war sein dringender Wunsch auf dem Sterbebett, dass seine geliebte Yacht Britannia ihm in den Tod nachfolgen sollte und nicht abgewrackt oder verkauft würde. Am 10. Juli 1936 wurde die Yacht, nachdem man alle Teile der Takelage entfernt hatte, zu einer besonders tiefen Stelle im Ärmelkanal (St. Catherines Deep, 50° 34′ 00″ N, 01° 12′ 00″ W) in der Nähe der Isle of Wight geschleppt und durch einen Schuss des von Captain W.N.T. Beckett befehligten Kriegsschiffes HMS Winchester versenkt.

## Replika
Der norwegische Geschäftsmann Sigurd Coates hat auf der russischen Solombala-Werft in Archangelsk von 1993 bis 2006 die Britannia aus russischer Kiefer nach den Originalplänen von Watson nachbauen lassen. Er konnte die fertiggestellte und bezahlte Yacht mehrere Jahre lang nicht übernehmen und erhielt sie erst im Sommer 2009 nach zähem juristischen Ringen. Nach einem Zwischenstopp der Britannia im Seglerort Son am östlichen Ufer des Oslofjords wurde der Rumpf in acht Tagen nach Cowes geschleppt. Sie erreichte die Isle of Wight am 4. Februar 2012. Wenige Tage später wurde sie mit einem Kran an Land gesetzt, eingerüstet und mit einer großen Plane geschützt.